# Plectiscidea picta
Plectiscidea picta är en stekelart som beskrevs av Dasch 1992. Plectiscidea picta ingår i släktet Plectiscidea och familjen brokparasitsteklar. Inga underarter finns listade i Catalogue of Life.